# George Southwell
George Southwell (28 mei 1852 – Kansas City (Missouri), 4 februari 1916) was een Amerikaans componist, dirigent en muziekuitgever.

## Levensloop
Southwell werd in 1880 eigenaar van de muziekuitgave A. E. Squire in Cincinnati, Ohio. In 1886 vertrok hij met zijn muziekuitgave naar Kansas City (Missouri).  In de stad en de regio was hij dirigent van verschillende harmonieorkesten en schreef daarvoor marsen en dansen, die hij in zijn eigen muziekuitgave publiceerde. 
Na zijn overlijden werd het bedrijf door zijn zoon Charles Southwell overgenomen. 

## Composities

### Werken voor harmonieorkest
- 1881 Quickstep - Fun for the Basses, solo voor tuba sektie en harmonieorkest
- 1885 Big Bonanza Band Book
- 1886 Sounds from the Tuba, voor tuba solo en harmonieorkest
- 1887 My Tuba Solo, voor tuba en harmonieorkest
- 1897 The Coori's Frolic, Ragtime
- 1894 Fallen Heroes - Funeral March
- 1895 Monte Cristo, voor solo tuba en harmonieorkest
- 1901 Kentucky Belle, Cake-walk
- 1902 Natoma, voor tuba solo en harmonieorkest

## Publicaties
- Peter A. Munstedt: Kansas City Music Publishing: The First Fifty Years, in: American Music, Vol. 9, No. 4 (Winter, 1991), pp. 353-383
- R. Winston Morris, Daniel Perantoni: Guide to the Tuba Repertoire: The New Tuba Source Book, Indiana University Press, 2006, 662 p., ISBN 0253347637